# Tino
Tino er en italiensk ø i det liguriske hav i den østligste del af Ligurien syd for øen Palmaria og nord for øen Tinetto, som den kun er adskilt fra ved smalle stræder. I 1997 blev øen sammen med Cinque Terre, Portovenere og de to naboøer, Palmaria og Tinetto optaget på UNESCOs verdensarvsliste. Øen har et areal på 0,13 km² og er ubeboet. Der findes et fyr på øen, og der er derudover ruiner af et kloster fra 11. århundrede. Der er ikke adgang til øen, som er militært område.
44°01′38″N 9°51′02″Ø / 44.0272°N 9.8506°Ø